# Doris Lo Moro
Doris Lo Moro (Filadelfia, 12 agosto 1955) è una magistrata e politica italiana.
È stata sindaca di Lamezia Terme dal 1993 al 2001, consigliere regionale della Calabria dal 2005 al 2008, deputata alla Camera nella XVI legislatura e senatrice della Repubblica nella XVII legislatura, ricoprendo vari incarichi parlamentari.

## Biografia
Magistrata ordinaria (settima valutazione di professionalità) attualmente collocata fuori ruolo presso il Ministero della Giustizia, con funzioni di Responsabile della Protezione dei Dati  (RPD) per il Ministero, nominata con DM 7 agosto 2017.

### Sindaca di Lamezia Terme
Ha iniziato la sua esperienza politica nel 1993 come sindaca di Lamezia Terme (dopo due anni di commissariamento dell'ente locale per infiltrazioni mafiose) ed è rimasta in carica per due mandati, fino al 2001, guidando Giunte di centrosinistra. In tale periodo viene collocata, a domanda, in aspettativa per mandato amministrativo sino al 2001.
Durante il mandato amministrativo, ha partecipato come socia fondatrice alla costituzione di “Libera. Associazione, nomi e numeri contro le mafie” e di “Avviso Pubblico – Enti locali e regioni per la formazione civile contro le mafie”. Ha ricoperto la carica di Presidente della Lega delle Autonomie della Regione Calabria e di Vicepresidente nazionale della Lega delle Autonomie e ha promosso la costituzione della società consortile Sviluppo area ex Sir (poi Lamezia Europa), di cui è stata Presidente dal marzo 1997 al luglio 2001.
Richiamata in ruolo, viene destinata al Tribunale di Roma, con funzioni di Giudice.

### Consigliera ed assessora regionale
Si candida alle elezioni regionali in Calabria del 2005 con i DS, nella mozione del deputato, nonché ex senatore, sottosegretario di Stato e ministro Agazio Loiero, venendo eletta in consiglio regionale della Calabria.
In seguito alle elezioni regionali in Calabria del 2005 approda al Consiglio regionale della Calabria in rappresentanza dei DS ed entra a far parte della Giunta regionale guidata da Agazio Loiero in qualità di assessora alla Tutela della Salute. Viene riconfermata nel Loiero-bis (a settembre 2006). Lascia l'incarico di assessora regionale a metà legislatura (novembre 2007), con la riformulazione della Giunta.
Successivamente viene eletta presidente dell'assemblea costituente regionale del Partito Democratico.

### Parlamentare nazionale
Alle elezioni politiche del 2008 viene eletta alla Camera dei deputati nelle liste del PD. In quanto deputata della XVI legislatura, è stata componente della Commissione Affari Costituzionali, di cui è eletta Segretaria, della Commissione parlamentare d’inchiesta sugli errori sanitari, nonché del Comitato per la legislazione, di cui assume il ruolo di Vicepresidente e Presidente.
Nel suo turno di Presidenza, il Comitato per la legislazione, oltre all’ordinaria attività, ha elaborato il rapporto su “I costi per la competitività italiana derivanti dall’instabilità normativa”. Nel febbraio 2011 è eletta Presidente dell'ANPACA, associazione nazionale che rappresenta e coordina oltre 200 soggetti responsabili dei Patti territoriali e contratti d’area per lo sviluppo locale, ruolo che svolge fino al luglio 2012.
È stata una dei quattro candidati alle elezioni primarie organizzate dal PD della Calabria, il 17 gennaio 2010, per individuare il candidato alla presidenza della Regione da proporre alla coalizione di centrosinistra.
Nel dicembre 2012 si candida alle primarie del PD, in provincia di Catanzaro, indette per eleggere i candidati del partito al Parlamento italiano in vista delle Elezioni politiche in Italia del 2013, le primarie). Le primarie si sono svolte il 29 dicembre 2012 e l'On. Lo Moro ha ottenuto 4.446 preferenze, posizionandosi al secondo posto tra i vari candidati e ottenendo l'elezione come candidata del PD al Parlamento italiano per le elezioni del 2013.
L'8 gennaio 2013 la direzione nazionale del PD candida l'On. Lo Moro al Senato della Repubblica Italiana nella posizione numero due della lista PD nella regione Calabria.
Il 25 febbraio 2013 viene eletta Senatrice della Repubblica Italiana. Da senatrice della XVII legislatura, svolge il ruolo di componente e Capogruppo nella Commissione Affari Costituzionali, di componente della Giunta delle elezioni e delle immunità parlamentari, del Comitato parlamentare per i procedimenti di accusa, della Commissione d’inchiesta delle cause del disastro del traghetto Moby Prince, della Commissione d’inchiesta sul femminicidio nonché su ogni forma di violenza di genere.
Sotto il profilo dell'immunità parlamentare, si è occupata di diversi casi, come dell'arresto del senatore Caridi, dell'autorizzazione a procedere in giudizio nei confronti del senatore Matteoli, dell'autorizzazione all'utilizzo delle intercettazioni telefoniche nei confronti del senatore Dell'Utri e del senatore Azzolini. Tra questi, il caso più controverso è stato quello del Senatore Antonio Azzollini.
Nel 2017 abbandona il PD per aderire ad Articolo 1 - Movimento Democratico e Progressista.

### Attività successive
Il 19 gennaio 2018 annuncia di non ricandidarsi alle elezioni, tornando alla magistratura, con un incontro a Palazzo Nicotera di Lamezia Terme. In tale occasione, ha pubblicato "Racconto un impegno", nel quale ha sintetizzato la sua attività politica durante la XVII Legislatura.
Con decreto del Ministro della Giustizia del 16 luglio 2018 viene confermato il suo collocamento fuori ruolo organico della Magistratura per essere destinata, con il suo consenso, al Dipartimento per gli affari di giustizia del Ministero della Giustizia, dove ricopre il ruolo di Responsabile dei Dati Personali per il Ministero.
Nel marzo 2025 viene indicata come candidata del centrosinistra alla carica di sindaca di Lamezia Terme per le amministrative dello stesso anno. La candidatura conta dell'appoggio di PD, Movimento 5 Stelle e Azione, nonché delle liste civiche Era Ora e Per Vivere Bene.